# Обезьяна (фильм, 2005)
Обезьяна (англ. The Ape) — комедийный фильм 2005 года, ставший дебютом в кинорежиссуре для актёра Джеймса Франко.

## Сюжет
Семьянин Гарри Уолкер (Джеймс Франко) воображает себя вторым Достоевским, которому нужно получить немного тишины и покоя. Когда он переезжает в съёмную квартиру для работы над своим шедевром, его одиночество нарушается неожиданным соседом — сквернословящей, одетой в гавайскую рубашку обезьяной (Брайан Лэлли), хотящей поделиться своими взглядами на жизнь, любовь и животный магнетизм. Гарри вскоре обнаруживает, что обезьяна может помочь ему получить Пулитцеровскую премию, но дорогой ценой.

## В ролях
| Актёр              | Роль              |
| ------------------ | ----------------- |
| Джеймс Франко      | Гарри Уолкер      |
| Брайан Лэлли       | Обезьяна          |
| Элисон Бибикофф    | Кэти              |
| Стэйси Миллер      | Бет               |
| Винс Джоливетт     | Стив              |
| Нори Джилл Филлипс | Джуди             |
| Дэнни Молина       | Рауль             |
| Дэвид Марки        | Flies With Eagles |

## Прокат
Снятый всего за 225 тысяч долларов США, фильм стартовал в проокате в США — 17 июня 2005 года. В то же время он вышел на Лос-Анджелесском кинофестивале и кинофестивале в Остине — прежде чем поступить в продажу на DVD в марте 2006 года.

## Критика
Роберт Кёхлер из «Variety» сказал, что «содержащий достаточно материала, юмора и идей в течение короткого, разговорного текста, фильм показывает только Франко, ходящего впереди и позади камеры. Даже щедрые полночные любители кино должны подумать дважды». В рецензии на сайте «Why Does It Exist?» отмечается, что «„Обезьяна“ является темной комедией с легкой и психологической драмой о трагедии художника в схождении в мрак. Будучи неостроумной по сознательному решению, ей не присущи изъяны. Хоть это не сказано, но я не могу себе представить, почему дикая и сумасшедшая горилла является лучшим способом для изучения потрясений и трагедии художника», и «вдвойне очевидно проявление ваших проблем в чуваке с крайне неестественным видом, в костюме обезьяны на Хэллоуин». На сайте «Qwipster's Movie Reviews» замечено, что «фильм можно рассматривать как представление гигантской „обезьяны на спине“, отравляющей многих художников, имеющих проблемы с поиском времени и вдохновения для того, чтобы создать шедевр, находящийся в их головах. Как у мрачной извилистой комедии, у „Обезьяны“ есть свои моменты с прекрасным комедийным перфомансом Франко, говорящим о том, что у него большое будущее». Кейт Эрбланд на сайте «Film School Rejects» сказал, что «как бы Франко не развивал свой режиссёрский стиль (да, ему всё ещё интересно играть глупцов в фильмах друзей) он никогда не будет в состоянии стереть ранние этапы карьеры, в том числе „Обезьяну“, фильм, которому удается втиснуть Франко в худшую роль действительно странного произведения. В конце концов, его сценарий был написан вместе с парнем, сделавшим тридцать пять эпизодов сериала „Губка Боб Квадратные Штаны“».